# Rivière Vimy
Pour les articles homonymes, voir Vimy (homonymie).
La rivière Vimy coule dans Senneterre, dans la municipalité régionale de comté de La Vallée-de-l'Or, dans la région administrative de l'Abitibi-Témiscamingue, au Québec, au Canada.
Son cours traverse les cantons de Lens et de Vimy où elle se déverse sur la rive nord-ouest de la rivière Capitachouane, soit face à la limite nord de la Zec Capitachouane.
La surface de la rivière Vimy est généralement gelée de la mi-décembre jusqu'au début avril. La foresterie constitue la principale activité économique. Une route forestière longe du Nord au sud le côté est de la rivière.

## Géographie
Les bassins versants voisins de la rivière Vimy sont :
- côté nord : lac Saint-Pol, lac Cavendish, lac Trévert, rivière Gordon, rivière Kekek ;
- côté est : rivière Esperey, rivière Capitachouane ;
- côté sud : lac Camachigama, rivière Camachigama ;
- côté ouest : lac Cambrai, lac Arras, ruisseau Crooked Stick, rivière Chipilly, rivière Masnières.

Le lac Rose (longueur : 1,6 km ; altitude : 480 m comportant deux parties) constitue le lac de tête de la rivière Vimy. À partir du lac Rose, la rivière Vimy coule sur 24,6 km selon les segments suivants :
- 3,2 km vers le sud-ouest, jusqu'à la décharge du lac Vendin (venant de l'Est) ;
- 5,0 km vers le sud-ouest, jusqu'à la rive nord-est du lac Cavendish ;
- 2,1 km vers le sud-ouest, en traversant le lac Cavendish (altitude : 440 m) ;
- 8,3 km vers le sud, en serpentant dans la dernière partie et en traversant le lac Touquet (longueur : 0,9 km ; altitude : 392 m), jusqu'à la décharge (venant du nord-est) du Lac Saint-Pol ;
- 5,1 km vers le sud-ouest, jusqu'à sa confluence[1].

La rivière Vimy se déverse sur la rive nord-ouest de la rivière Capitachouane laquelle coule vers le sud jusqu’à la rive nord de la rivière des Outaouais. La confluence de la rivière Vimy se situe à :
- 52,4 km au nord-est de la confluence de la rivière Capitachouane ;
- 69,8 km au nord-est de la route 117 ;
- 83,6 km au sud-est du centre-ville de Senneterre (ville).

## Hydronymie
L'hydronyme de la rivière Vimy évoque une bataille de la Première Guerre mondiale au cours de laquelle les Canadiens se sont illustrés sous les ordres du général Byng ; par la suite, ce dernier devint gouverneur général du Canada (1921-1926) et baron de Vimy. L'une des plus importantes batailles de la Première Guerre mondiale, du 9 au 14 avril 1917, s'est déroulé sur la crête de Vimy. Lors de cette bataille, les Canadiens ont réussi à déloger les Allemands de cette crête qui constituait une position stratégique. De juillet à septembre 1917, les Canadiens ont pris d'assaut la commune du même nom et ses environs, situés à moins de 50 km de la frontière franco-belge, dans le département du Pas-de-Calais. Un monument à la mémoire des Canadiens morts pendant la Première Guerre mondiale a été érigé à Vimy.
L'hydronyme rivière Vimy a été officialisé le 5 décembre 1968 à la Commission de toponymie du Québec.